# イギリス国鉄9F形蒸気機関車

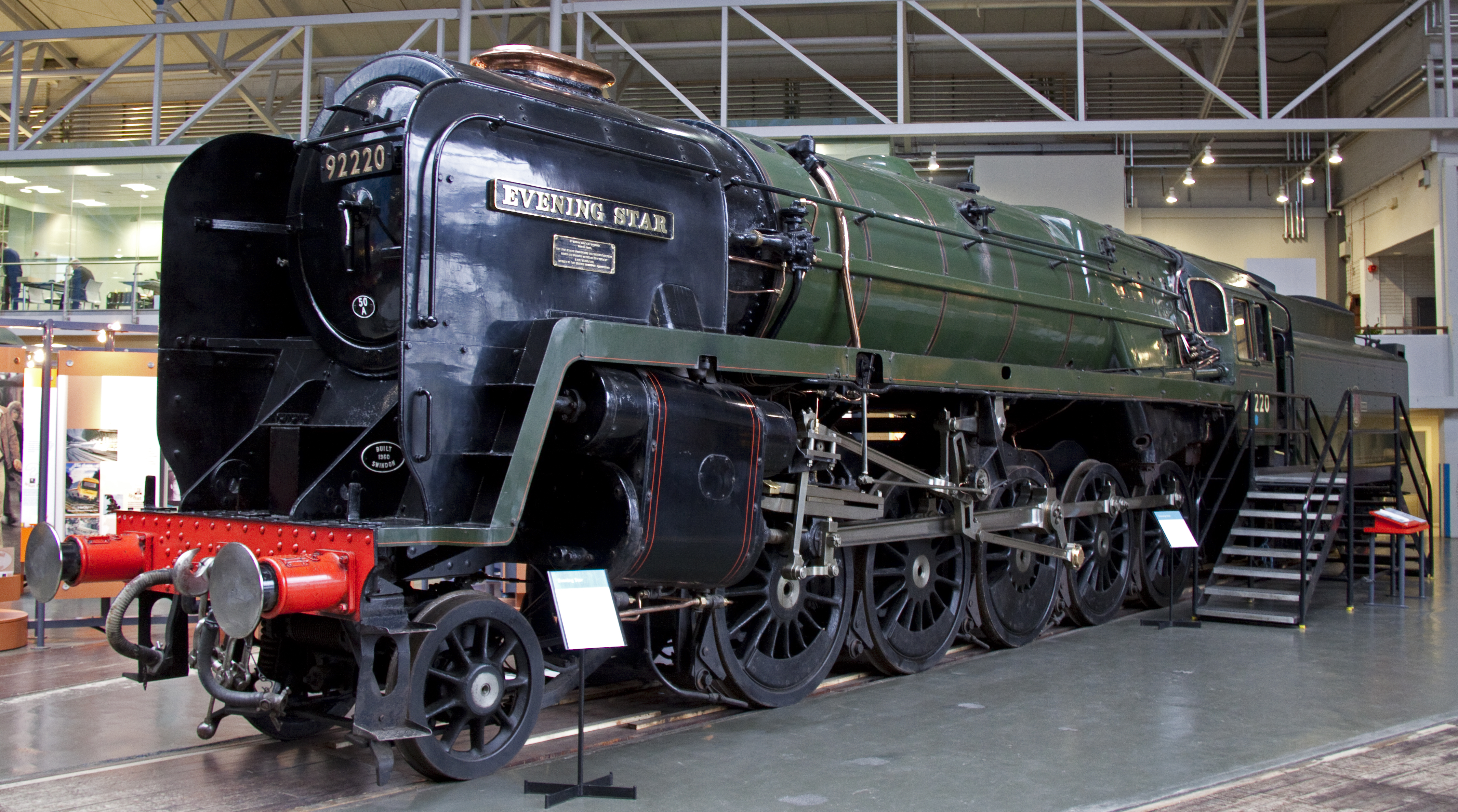
国立鉄道博物館で保存の92220号機「イブニングスター」

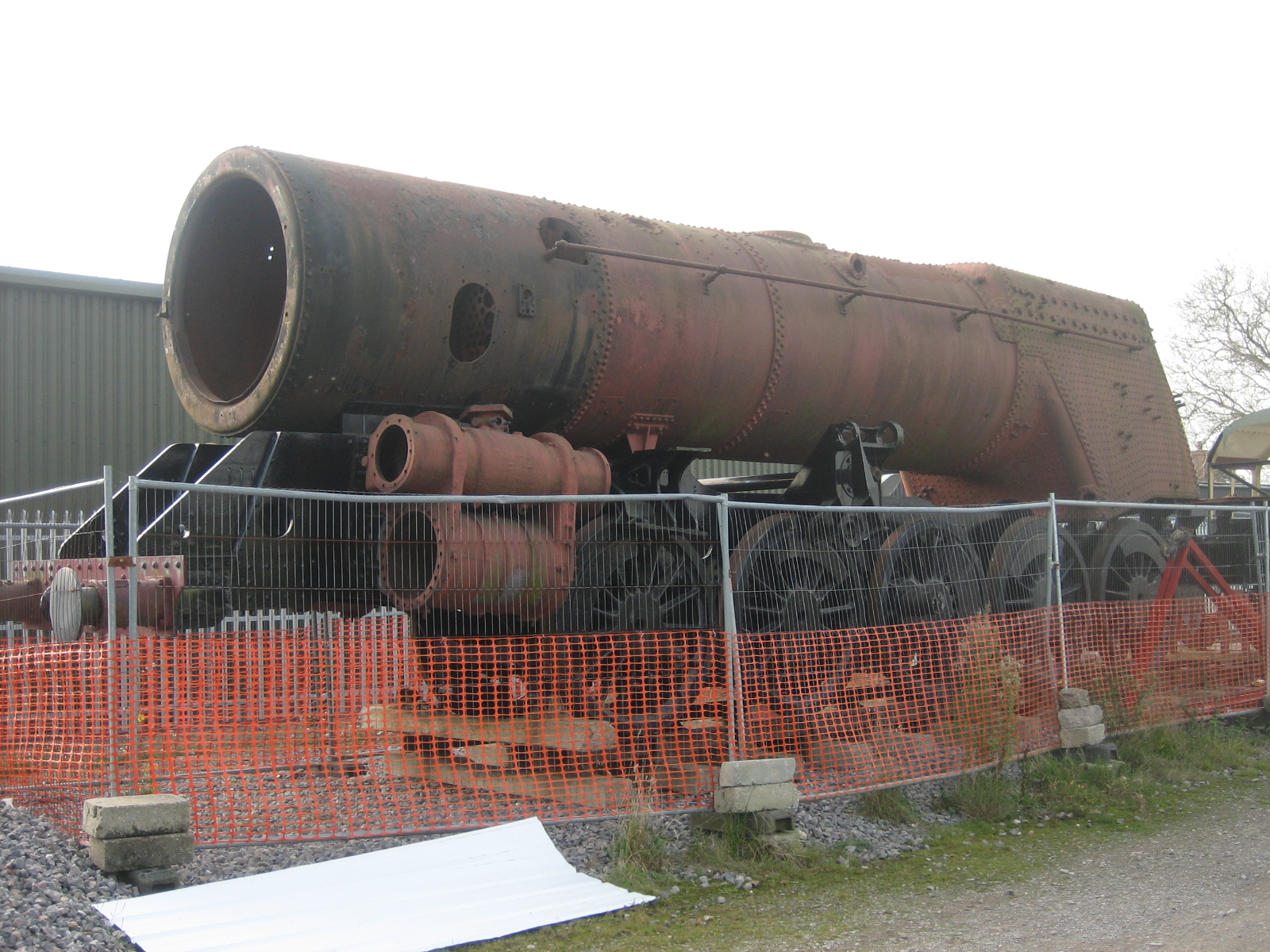
シリングストンでレストア待ちの 92207 号機「モーニングスター」

イギリス国鉄9F形蒸気機関車（イギリスこくてつ9Fがたじょうききかんしゃ、英語: BR Standard Class 9F）は、イギリス国鉄がイギリス国鉄標準蒸気機関車の1形式として設計・製造した、軸配置2-10-0の貨物用蒸気機関車である。イギリス国鉄における最後にして最大の蒸気機関車となった。
1954年にブライトン鉄道工場で設計され、スウィンドン工場ならびにクルー工場で 92000 - 92250号の251両が生産された。イギリス国鉄の蒸気機関車全廃により、多くが耐用年数に達しないまま数年で運用を離脱した。

## 背景
1948年の鉄道国有化で発足したイギリス国鉄は、LMSの戦時急造機8F形（2-8-0）666両のほか、イギリス軍需省簡易型2-8-0および2-10-0を含む、膨大な数の重貨物機関車を継承した。イギリス運輸委員会は既存の蒸気機関車をディーゼル車・電気車で置き換える無煙化を提案したが、全線電化を望むイギリス国鉄首脳部はこの提案を受け入れず、電化までの繋ぎとして新たに「標準」設計の蒸気機関車群を発注した。この「標準型」の重貨物用機関車として登場したのが9F形である。

## 設計
9F形は時速35マイル（56 km/h）で900英トン（914トン）までの貨物列車を最善の燃料効率で牽引する様設計された。
当初提案では7形「ブリタニア」のボイラと 2-8-2軸配置との組合せであったが、ロバート・リドルスが自身の設計である簡易型2-10-0同様の 2-10-0 軸配置を望んだと考えられている。その結果、ブリタニアに比べ火室がわずかに小さくなった。
工場地帯での急曲線に対応するため、直径5フィートの動輪のうち第3軸はフランジなし、第2および第4軸は薄いフランジとした。これにより半径120mの曲線を通過できるようになった。

## 試験的要素
9F形は新技術の実験台としても用いられた。どの改造でも効率、出力、コストの改善がみられたが、9F形自体の初期故障が解決した後は高効率と高い信頼性を示したため、普及はしなかった。

### クロスティ・ボイラ
1955年に製造された92020 - 92029号機の10両ではフランコ・クロスティ式ボイラーが試用された。これは主ボイラの下に設置された補助ボイラに煙室からの火室ガスを導き、機関車右側歩み板に設けられた煙突から排気し、排熱を利用して給水加熱しようとする設計である。煙室にある通常の煙突は点火時のみ使用し、点火後は蓋で塞がれていた。実験では期待程の蒸気発生効率向上は見られず、製造コストの上昇と設計の複雑さに伴う管理コストの上昇に見合うものではなかった。向かい風では煙が運転室に吹き込んで運転しづらく、二次煙室の燃焼ガスが低温であったため生じた硫酸による深刻な腐食がみられた。全機通常ボイラに換装されたが、一部外見から容易に識別できた。

### 自動給炭機・排気管
92165-92167号機の3両は自動給炭機付きとして製造された。螺旋状スクリューによってテンダーの石炭は火床まで運ばれ、4本の蒸気管により石炭を火格子に均等散布する様になっていた。自動給炭機により低質炭を利用できると期待されたが、機関助士が手でくべるよりも多くの低質炭が供給され、不首尾であった。
92250号機にはギースル式イジェクターが取り付けられ、より少ない排気背圧での同程度の排気、あるいは、効率を下げることのない排気の増加が可能となった。通常の単一排気管と違い、排気は煙室ガスに順次送り込まれる様になっていた。潜在的可能性に対してまたしてもクレームがついたが、試験工場や実際の運用から出たものではなかった。92250号機では廃車まで様々な排気管が試用された。
わずかながらも確認可能な改善に繋がった唯一の改造は、92178号機以降の全機に設置された二本煙突であった。これにより蒸気発生余裕ができ、より高出力が可能となった。

## 運用
9F形の主用途である重高速貨物列車での運用状況は非常に良好で、イギリス鉄道網の広範囲で用いられた。1982年9月には、動態保存機の92203号機 「ブラックプリンス」が、イングランド、サマセットにあるフォスター・ヨーマンのトール工場採石場で2,162英トン（2,196トン）列車の引出しに成功し、イギリスにおける蒸気機関車の牽引重量記録を樹立した。
9F形は旅客列車にも使われ、小径動輪ながらも高速走行が可能であった。9F形がグランサムからキングス・クロスまで急行列車を牽引したある日のこと、乗車した鉄道愛好家の計測では、時速90マイル（145 km/h）を越えることが二度あったという。その証拠に、乗務終了後の機関士に期待されているのは時刻厳守であり「音の壁を破ることではない」（英語: "not break the bloody sound barrier!"）と注意があった。機関士はこれに「乗務した機関車には速度計がなく、高速でもあまりに滑らかな乗り心地であったので、安全と思われる範囲で走らせたまでだ」と応えている。9F形の高速度達成例はこれだけではなく、92220号機「イヴニングスター」もカーディフ-ロンドン間の急行「レッド・ドラゴン」の牽引で時速90マイルに達したと言われている。しかし、高速走行に伴う高速回転による走行装置の摩耗損傷を懸念した運行管理部は、9F形の急行列車での運用を禁じた。

## 92220号機「イヴニングスター」
1960年にスウィンドン工場で製造された92220号機「イブニングスター」は、番号こそ最大ではなかったものの、イギリス国鉄最後の新製蒸気機関車となった。これを記念するため、命名されるとともに、塗装も通常の貨物機の黒一色ではなく旅客機の緑塗装が行われ、煙突には銅の縁どりがつけられた。
「イヴニングスター」はある種特別な機関車として扱われ、特別列車に幾度となく使用された。1960年夏にはロンドン-カーディフ間の「キャピタルズ・ユナイテッド」急行に用いられた。イギリス国鉄の最終製造機という地位により保存機として指定され、1965年の廃車とともにナショナルコレクションに加えられた。「イヴニングスター」は1980年代初期に再度火が入れられ、貸切ツアー列車に頻繁に用いられた。

## 保存機
以下の9機が保存されている。
- 92134号機
- 92203号機「ブラックプリンス」
- 92207号機「モーニングスター」
- 92212号機
- 92214号機
- 92219号機
- 92220号機「イブニングスター」（英語版）
- 92240号機
- 92245号機

## 物語への登場
『きかんしゃトーマス』に登場する機関車「マードック」のモデルとなっている。